# Лісіни (гміна Слівіце)
Лісіни (пол. Lisiny) — село в Польщі, у гміні Слівиці Тухольського повіту Куявсько-Поморського воєводства.
Населення — 253 особи (2011).
У 1975-1998 роках село належало до Бидгощського воєводства.

## Демографія
Демографічна структура станом на 31 березня 2011 року:
|          | Загалом | Допрацездатний вік | Працездатний вік | Постпрацездатний вік |
| -------- | ------- | ------------------ | ---------------- | -------------------- |
| Чоловіки | 120     | 28                 | 83               | 9                    |
| Жінки    | 133     | 40                 | 67               | 26                   |
| Разом    | 253     | 68                 | 150              | 35                   |